# カミーユ・ムファ
カミーユ・ムファ（Camille Muffat、1989年10月28日 - 2015年3月9日）は、フランスの競泳選手。2012年ロンドン五輪400メートル自由形金メダリスト。ニース出身。

## 来歴
2008年北京五輪でオリンピックに初出場したが400m個人メドレーで予選敗退。200m個人メドレーでも準決勝で敗退した。
2010年から自由形に専念するようになり、2011年上海世界水泳では200m自由形と400m自由形で銅メダルを獲得。
2度目のオリンピック出場となった2012年ロンドン五輪では400m自由形で4分01秒45のタイムで金メダル、200m自由形では1分55秒58のタイムで銀メダル、4×200mフリーリレーで銅メダルを獲得した。
2012年11月の短水路フランス選手権では800m自由形で8分1秒06の短水路世界新記録を樹立。400m自由形も欧州選手権で3分54秒85の短水路世界新記録を樹立した。
2013年1月1日にレジオンドヌール勲章（シュバリエ）を受章し、2014年7月12日に引退を発表した。

しかし、引退後の翌年2015年3月9日にリアリティ番組の撮影中に乗っていたヘリコプターがアルゼンチンの北西部ラリオハ州上空で別のヘリコプターと衝突し、死亡した（犠牲者の中にはムファの他に北京オリンピックボクシングライトウェルター級銅メダリストのアレクシス・バスティーヌも含まれていた。）。25歳没。